# Cédric Kanté
Cédric Kanté (ur. 6 lipca 1979 w Strasburgu) – piłkarz malijski grający na pozycji środkowego obrońcy. Posiada także obywatelstwo francuskie.

## Kariera klubowa
Jego rodzice pochodzą z Mali. Piłkarską karierę rozpoczął w tamtejszym klubie RC Strasbourg, jednak do 2000 roku grywał wyłącznie w amatorskich rezerwach tego klubu. W Ligue 1 zadebiutował dopiero 16 lutego 2000 w wygranym 1:0 wyjazdowym spotkaniu z AJ Auxerre. Przez dwa sezony rozegrał jednak zaledwie 6 spotkań ligowych i w 2001 roku wypożyczono go do drugoligowego FC Istres, gdzie miał pewne miejsce w wyjściowej jedenastce. W 2002 roku nie powrócił jednak do Strasbourga i po raz drugi został wypożyczony, tym razem do ASOA Valence. Tam, podobnie jak w Istres, spędził rok, ale już w sezonie 2003/2004 był podstawowym zawodnikiem Racingu. W 2005 roku osiągnął swój największy dotychczasowy sukces w karierze, którym było zdobycie Pucharu Ligi Francuskiej (2:1 w finale z SM Caen). W sezonie 2005/2006 zajął ze Strasbourgiem przedostatnie miejsce w lidze i jego klub spadł do Ligue 2.
Latem 2006 Kanté za milion euro przeszedł do OGC Nice. W jego barwach zadebiutował 26 sierpnia w przegranym 1:4 domowym meczu z Olympique Lyon. W sezonie 2006/2007 pomógł zespołowi z Nicei w utrzymaniu w Ligue 1 - zespół zajął 16. miejsce.
W czerwcu 2009 podpisał kontrakt z greckim Panathinaikosem Ateny.
| Sezon   | Klub                | Kraj    | Rozgrywki     | Mecze | Bramki | Rozgrywki Europy   | Mecze | Bramki |
| ------- | ------------------- | ------- | ------------- | ----- | ------ | ------------------ | ----- | ------ |
| 1997/98 | RC Strasbourg B     | Francja | CFA           | 12    | 2      | -                  | -     | -      |
| 1998/99 | RC Strasbourg B     | Francja | CFA           | 25    | 0      | -                  | -     | -      |
| 1999/00 | RC Strasbourg B     | Francja | CFA           | 22    | 3      | -                  | -     | -      |
| 1999/00 | RC Strasbourg       | Francja | Division 1    | 2     | 0      | -                  | -     | -      |
| 2000/01 | RC Strasbourg       | Francja | Division 1    | 4     | 0      | -                  | -     | -      |
| 2001/02 | FC Istres (wyp.)    | Francja | Division 2    | 16    | 0      | -                  | -     | -      |
| 2002/03 | ASOA Valence (wyp.) | Francja | Ligue 2       | 32    | 0      | -                  | -     | -      |
| 2003/04 | RC Strasbourg       | Francja | Ligue 1       | 25    | 0      | -                  | -     | -      |
| 2004/05 | RC Strasbourg       | Francja | Ligue 1       | 35    | 1      | -                  | -     | -      |
| 2005/06 | RC Strasbourg       | Francja | Ligue 1       | 30    | 2      | Liga Europy UEFA   | 8     | 1      |
| 2006/07 | OGC Nice            | Francja | Ligue 1       | 30    | 1      | -                  | -     | -      |
| 2007/08 | OGC Nice            | Francja | Ligue 1       | 32    | 1      | -                  | -     | -      |
| 2008/09 | OGC Nice            | Francja | Ligue 1       | 35    | 0      | -                  | -     | -      |
| 2009/10 | Panathinaikos AO    | Grecja  | League Ellada | 21    | 0      | Liga Mistrzów UEFA | 8     | 0      |
| 2010/11 | Panathinaikos AO    | Grecja  | League Ellada | 22    | 1      | Liga Mistrzów UEFA | 4     | 1      |
| 2011/12 | Panathinaikos AO    | Grecja  | League Ellada | 19    | 0      | Liga Mistrzów UEFA | 2     | 0      |
| 2012/13 | FC Sochaux          | Francja | Ligue 1       | 31    | 1      | -                  | -     | -      |
| 2013/14 | FC Sochaux          | Francja | Ligue 1       | 18    | 0      | -                  | -     | -      |
| 2013/14 | AC Ajaccio          | Francja | Ligue 2       | 17    | 0      | -                  | -     | -      |

## Kariera reprezentacyjna
W reprezentacji Mali Kanté zadebiutował w 2001 roku. Brał udział m.in. w eliminacjach do Mistrzostw Świata 2006, a w 2008 roku został powołany przez Jeana-François Jodara do kadry na Puchar Narodów Afryki 2008.